# Bosques subalpinos de coníferas de las Montañas Hengduan
Los bosques subalpinos de coníferas de las montañas Hengduan son un bosque templado en las montañas Hengduan del suroeste de China. Los bosques se extienden dentro de los valles de los ríos Jinsha (Yangtze superior) y Yalong desde aproximadamente 32°N hasta 27°N. Además, una parte del valle del río Anning y de las montañas Mianmian, cerca del lago Lugu, sustentan los bosques subalpinos de coníferas. Esta región abarca el norte de la provincia de Yunnan, el oeste de la provincia de Sichuan y el extremo oriental de la Región Autónoma del Tíbet.
Los bosques subalpinos de coníferas de las montañas de Hengduan son una zona de una serie de ecosistemas montañosos que hacen la transición entre las ecorregiones tropical y templada a lo largo de la franja sureste de la meseta tibetana. Los bosques de Hengduan alcanzan elevaciones superiores a los 4.000 m y se extienden hasta el límite arbóreo, más allá del cual se encuentran los pastizales y matorrales de montaña clasificados como matorrales y praderas del Tíbet sudoriental. Los bosques de coníferas de Hengduan están separados en dos brazos por los montes Shaluli.
Los grupos ambientalistas han reconocido que esta ecorregión está amenazada por "una población humana en crecimiento y la demanda resultante de bosques no maderables y productos de vida silvestre para usos medicinales y otros".